# Cruce scandinavă

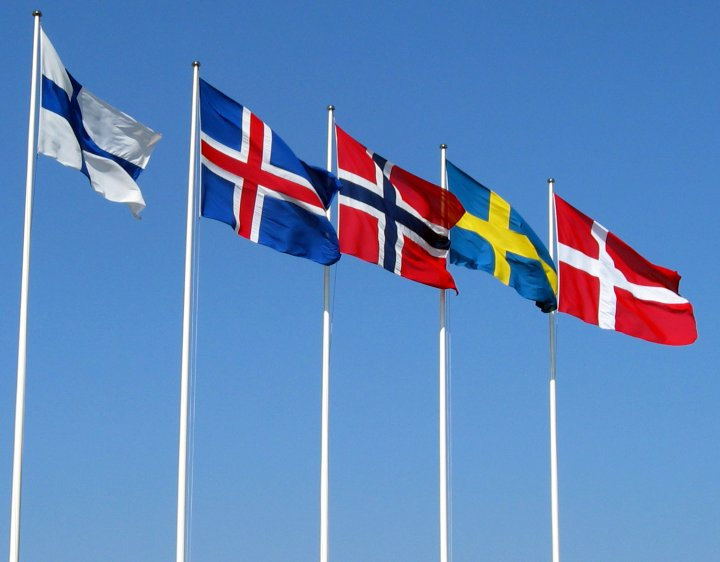
Drapelele nordice. De a stânga la dreapta: drapelele statelor Finlanda, Islanda, Norvegia, Suedia și Danemarca.

O selecție a drapelelor nordice utilizate în Europa Nordică: Islanda, Insulele Feroe, Orkney, Yorkshire West Riding, Insulele Shetland, Danemarca, Norvegia, Skåne, Suedia, Insulele Åland, Finlanda.

Crucea nordică sau crucea scandinavă este un model din designul diferitelor drapele naționale, asociat adesea cu drapelele naționale ale statelor scandinave, de unde este și originea acestuia.
Primul drapel cu acest design a fost cel al Danemarcei, cunoscut și ca Dannebrog; apoi au apărut cele ale Suediei, Norvegiei, Finlandei, Islandei și alte subdiviziuni ale acestora le-au utilizat ca sursă de inspirație pentru propriile drapele. Drapelul Norvegiei a fost primul steag care a folosit trei culori în cadrul crucii scandinave. Deși unele drapele folosesc acestă cruce, ele au o istorie și un simbolism individual.

## Drapele cu crucea scandinavă

### Drapele naționale

Drapelul Danemarcei
Drapelul Finlandei
Drapelul Inslandei
Drapelul Norvegiei
Drapelul Suediei

### Drapele nenaționale

Drapelul Insulelor Feroe
Drapelul Insulelor Åland
Drapelul Friziei

### Alte drapele nordice după state
Aceste drapele sunt în mare parte istorice și neoficiale, și utilizate limitat.

#### Drapelele daneze

Drapelul statului Danemarca
Drapelul de doliu al secolului al XVIII-lea
Drapelul neoficial al Bornholm-ului
Drapelul propus pentru Groenlanda (1984)

#### Drapele finlandeze

Drapelul Finlandei
Drapelul statului Finlanda
Drapelul naval al Finlandei
Drapelul neoficial al minorităţii lingvistice suedeze din Finlanda[2]
Drapelul folosit de clubul nautic finlandez

#### Drapele islandeze

Drapelul statului Islanda
Drapelul prezidenţial al Islandei (circa 1900)
Drapelul istoric neoficial al Islandei, denumit Hvítbláinn (circa 1900)
Drapelul propus pentru Islanda în 1914

#### Drapele norvegiene

Drapelul statului Norvegia
Drapelul istoric al Norvegiei (1814-1821)
Drapelul istoric al Norvegiei (1844-1898)

#### Drapele suedeze

Drapelul naval al Suediei
Drapelul istoric al Suediei(1844-1905)
Drapelul neoficial al minorităţii lingvistice finlandeze din Suedia
Drapelul oficial al Scaniei
Drapelul neoficial al Insulei Öland
Drapelul neoficial al Insulei Gotland

#### Drapele diverse

Drapelul Uniunii de la Kalmar (1397–1523)
Drapelul Nordisk Flaggsallskap

### Drapele ale Insulelor Britanice
În cadrul drapelelor Insulelor Britanice, crucea nordică este o moșteniră de la nomazi sau de la alte popoare venite din nord. Multe dintre aceste drapele sunt semioficiale sau neoficiale.

Drapelul Insulei Orcadi
Drapelul Insulei Shetland
Drapelul neoficial al South Uist
Drapelul neoficial al Insulei Barra
Drapelul viking-galez neoficial
Drapelul propus pentru Yorkshire

### Drapele din statele baltice
În statele baltice, utilizarea crucii nordice reflectă influența Danemarcei și a Suediei în acele regiuni.

Drapelul Ducatului Baltic Unit
Drapelul propus pentru Estonia
Drapelul comun al Koigi, Estonia
Drapelul din Pärnu, Estonia
Drapelul regiunii Setomaa, Estonia
Drapelul din Alūksne, Letonia
Drapelul din Cēsis, Letonia
Drapelul din Ventspils, Letonia
Drapelul propus pentru lituania

### Alte drapele cu cruce scandinavă

Drapelul Aldtsjerk din Paesi Bassi
Drapelul din Bayamón
Drapelul istoric din Carelia Răsăriteană
Drapelul neoficial din Ingria
Drapelul de luptă al Kaiserliche Marine tedescă (1871-1919)
Drapelul de luptă al Germaniei naziste (1935-1945).
Drapelul neoficial al Normandiei, poreclit Crucea Sfântului Olaf
Drapelul neoficial al Mizoram
Drapelul din Calais
Drapelul protectoratului francez din Saar
Drapelul din Pola
Drapelul din  San Paolo din Brazilia
Drapelul naval din Tonga
Drapelul neoficial al Vepsia (populaţie finică din Rusia)
Drapelul neoficial a voti (populaţie finică din Rusia)
Drapelul regional Stavropol, Rusia
Drapelul Bisericii Ortodoxe Georgiene
Drapelul din Tbilisi, Georgia

### Drapele nordice fără cruce scandinavă

Drapelul neoficial al Christiania din Copenhaga
Drapelul Groenlandei
Drapelul neoficial al Jämtland
Drapelul sami
Drapelul neoficial a tornedalianilor (populaţie finică din Suedia)